# Machaerium subrhombiforme
Machaerium subrhombiforme är en ärtväxtart som beskrevs av Velva Elaine Rudd. Machaerium subrhombiforme ingår i släktet Machaerium och familjen ärtväxter. Inga underarter finns listade i Catalogue of Life.